# 퀴즈의 힘
퀴즈의 힘은 MBC TV에서 2005년 1월 29일부터 2005년 4월 16일까지 방송되었던 퀴즈 프로그램이다.

## 기획 의도
고등학교 졸업 7년차 이상의 고교 동기와 동문 선후배 7명이 한 팀이 되어 무제한 승에 도전하는 퀴즈 프로그램이다.

## 진행 방식
1:1 대결로 진행되며, 최대 1명이 7명을 상대로 우승이 가능하다. 그 주의 승리한 팀은 계속해서 다음 동문 팀과 대결하며, 무제한으로 도전할 수 있다.
- 1ROUND: 객관식 문제로 양 팀이 동시에 정답 버튼을 누르며, 4문제를 먼저 맞히는 사람이 승리, 어느 팀이든 7명 중 2명이 탈락하면 1라운드 종료
- 2ROUND: 44개의 보기에서 정답을 찾는 문제로 4문제를 먼저 맞히는 사람이 승리, 어느 팀이든 최종 3명이 남으면 2라운드 종료
- 3ROUND: 장문의 지문을 듣고 답을 맞히는 것으로 1문제로 승부를 가리는 단판승부제, 어느 팀이든 7명 모두 탈락하면 종료

## 상금
매 회 우승 시 천 만원의 상금이 수여되며, 그 중 반은 모교에 기부된다. 지더라도 모교에 프로젝션 TV가 기증된다.
예) 10회 우승 시 상금 1억 / 모교에 5000만원 기부

## 역대 출연자
| 회차 | 방송일   | 출연학교                                                                | 비고                                               |
| ---- | -------- | ----------------------------------------------------------------------- | -------------------------------------------------- |
| 1회  | 1월 29일 | 경남과학고등학교 동문팀(1승) vs 공주대학교 사범대학 부설고등학교 31기팀 |                                                    |
| 2회  | 2월 5일  | 경남과학고등학교 동문팀 vs 서울 대원외국어고등학교 동문팀(1승)          |                                                    |
| 3회  | 2월 12일 | 광주 금호고등학교 동문팀(1승) vs 서울 대원외국어고등학교 동문팀         |                                                    |
| 4회  | 2월 19일 | 광주 금호고등학교 동문팀 vs 서울 은광여자고등학교 동문팀(1승)           |                                                    |
| 5회  | 2월 26일 | 서울 은광여자고등학교 동문팀 vs 서울 용산고등학교 동문팀(1승)           |                                                    |
| 6회  | 3월 5일  | 서울 용산고등학교 동문팀(2승) vs 서울 경성고등학교 동문팀               |                                                    |
| 7회  | 3월 12일 | 서울 용산고등학교 동문팀(3승) vs 서울 잠신고등학교 동문팀               |                                                    |
| 8회  | 3월 19일 | 서울 용산고등학교 동문팀(4승) vs 서울 보성고등학교 동문팀               |                                                    |
| 9회  | 3월 26일 | 서울 용산고등학교 동문팀(5승) vs 서울외국어고등학교 동문팀              |                                                    |
| 10회 | 4월 2일  | 서울 용산고등학교 동문팀(6승) vs 대구 덕원고등학교 동문팀               |                                                    |
| 11회 | 4월 9일  | 서울 용산고등학교 동문팀(7승) vs 충남과학고등학교 동문팀                |                                                    |
| 12회 | 4월 16일 | 서울 용산고등학교 동문팀(8승) vs 창원 경상고등학교 동문팀               | 퀴즈의 힘 사상 최다 연승팀 (8승/서울 용산고등학교) |